# Krajní body Česka
Krajní body Česka jsou nejzápadnější, nejvýchodnější, nejsevernější, nejjižnější, nejvyšší a nejnižší bod Česka.

## Zeměpisná délka a šířka
- Nejzápadnější bod se nachází na česko-německé hranici, v Karlovarském kraji u obce Krásná (50°15′8″ s. š., 12°5′26″ v. d.). Tento bod je též nejzápadnějším bodem bývalého Československa a nejzápadnějším bodem historické země Čechy.

- Nejvýchodnější bod se nachází na česko-polské hranici, v Moravskoslezském kraji u obce Bukovec (49°33′1″ s. š., 18°51′32″ v. d.). Tento bod je též nejvýchodnějším bodem historické země České Slezsko a české části Těšínska.

- Nejsevernější bod se nachází na česko-německé hranici, v Ústeckém kraji u osady Severní, části obce Lobendava (51°3′21″ s. š., 14°18′56″ v. d.). Tento bod je též nejsevernějším bodem bývalého Československa a Rakousko-Uherska a nejsevernějším bodem historické země Čechy.

- Nejjižnější bod se nachází na česko-rakouské hranici, v Jihočeském kraji u vesnice Dolní Drkolná, části města Vyšší Brod (48°33′9″ s. š., 14°19′59″ v. d.). Tento bod je též nejjižnějším bodem historické země Čechy.

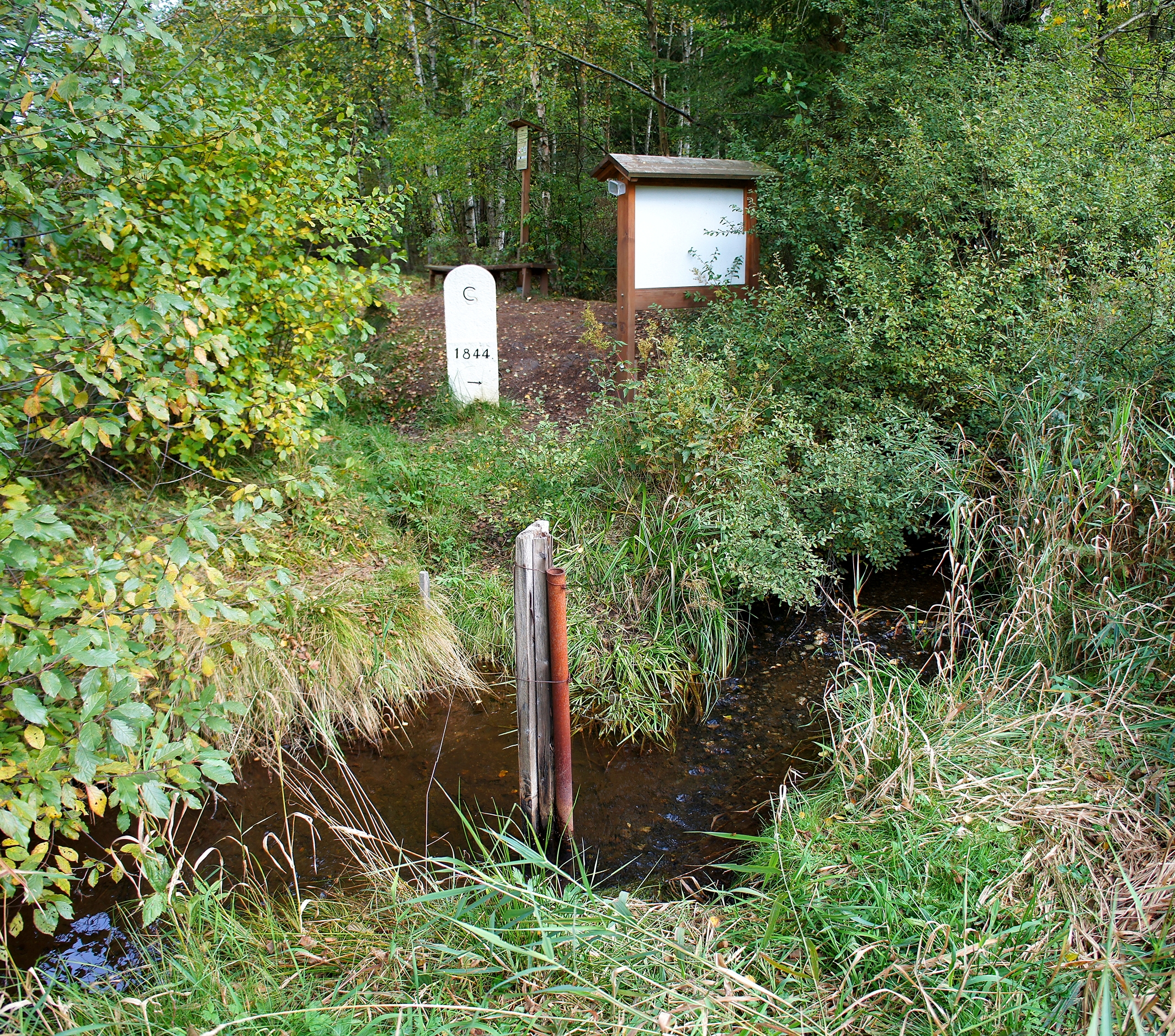
Nejzápadnější bod Česka
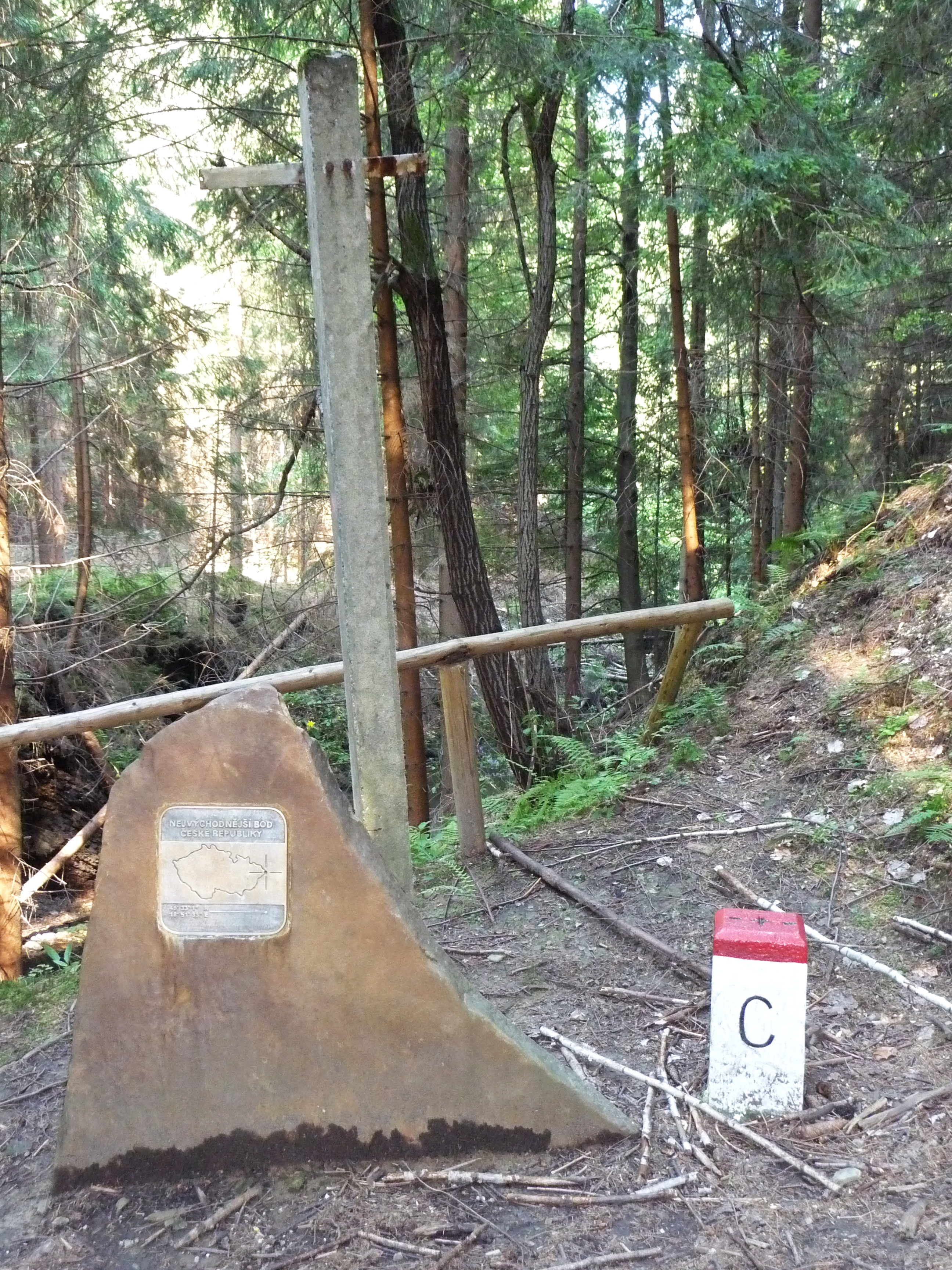
Nejvýchodnější bod Česka
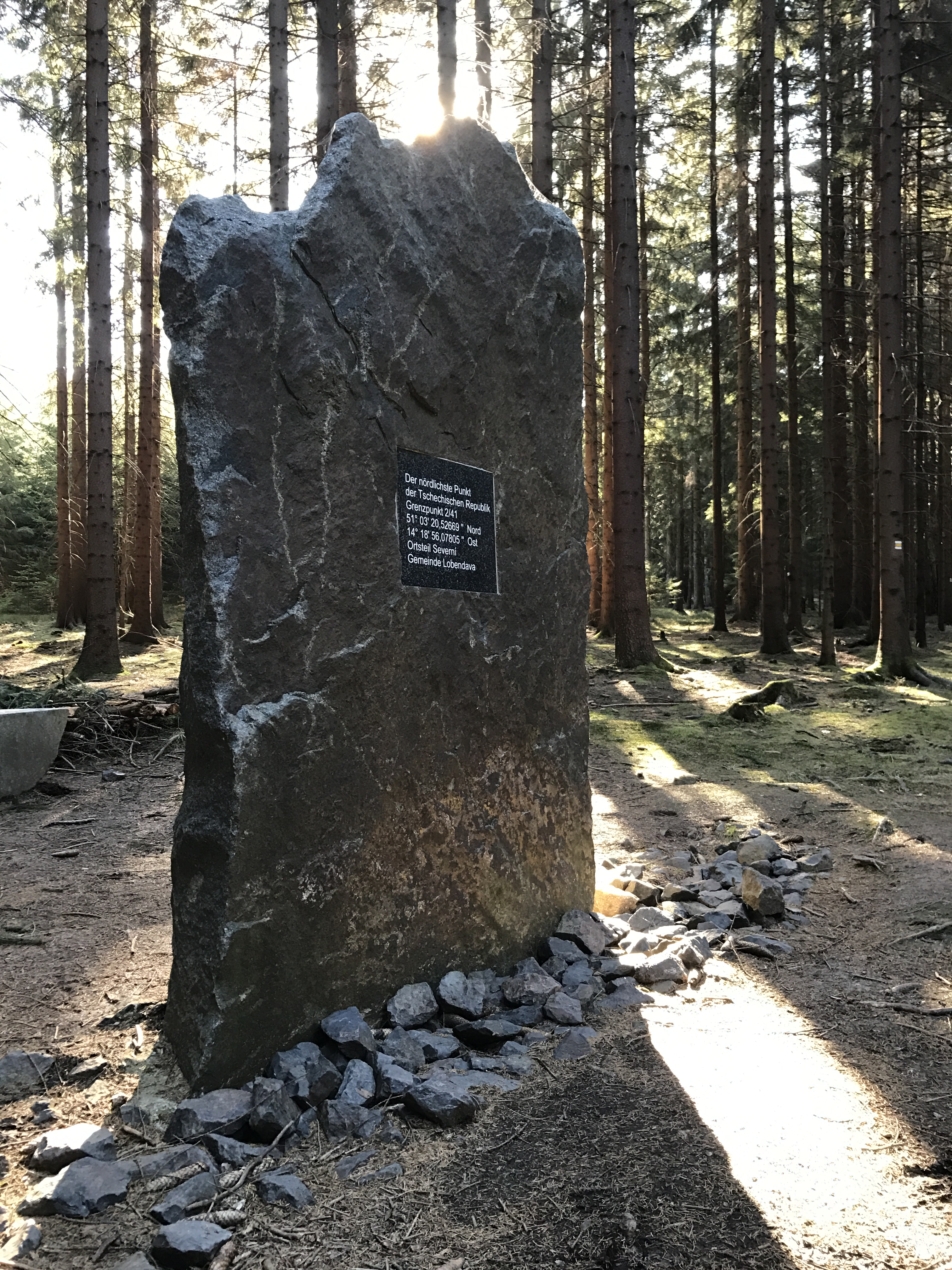
Nejsevernější bod Česka
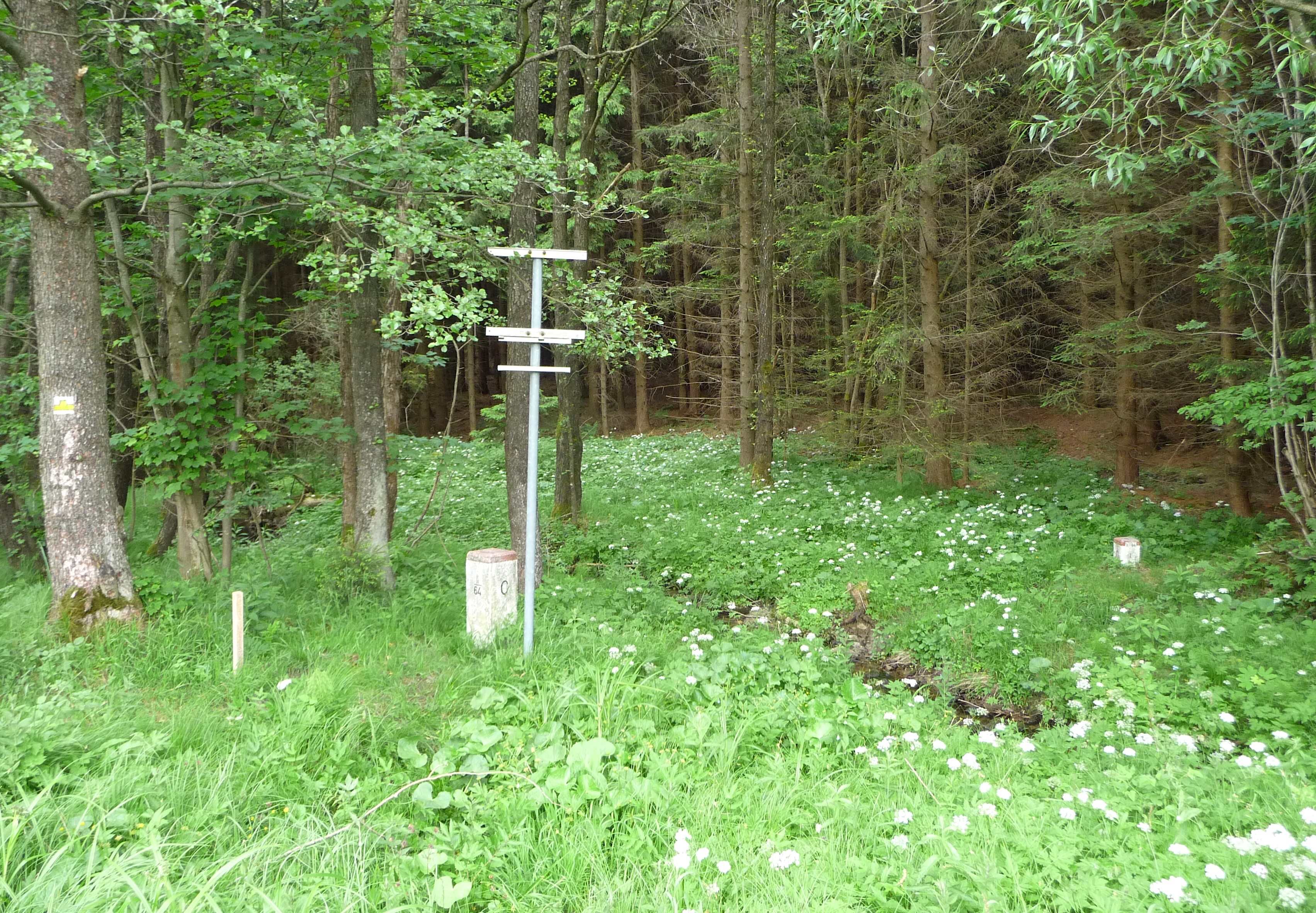
Nejjižnější bod Česka

## Nejvyšší a nejnižší bod
- Nejvyšším přirozeným bodem je místo na česko-polské hranici poblíž vrcholu hory Sněžka (vrchol v Polsku) v Královéhradeckém kraji s nadmořskou výškou 1603 m n. m. Tento bod je též nejvyšším bodem historické země Čechy.
  - Absolutně nejvyšším bodem Česka je špička vysílače na Pradědu, která se nachází v nadmořské výšce 1 638 m n. m.

- Nejnižším přirozeným bodem je hladina řeky Labe u Hřenska na česko-německé hranici, v Ústeckém kraji, kde Labe opouští české území, s nadmořskou výškou 115 m n. m. Tento bod je též nejnižším bodem historické země Čechy.
  - Absolutně nejnižším bodem na povrchu Česka je nejhlubší místo jámy dolu Bílina v Ústeckém kraji, ležící ve výšce 20 m n. m.[1]
  - Dosud změřená hloubka Hranické propasti činí 519,5 m, což je přibližně nadmořská výška –220 m n. m. (dna nebylo dosáhnuto, odhaduje se ještě o stovky metrů hlouběji).

Nejvyšší bod Česka
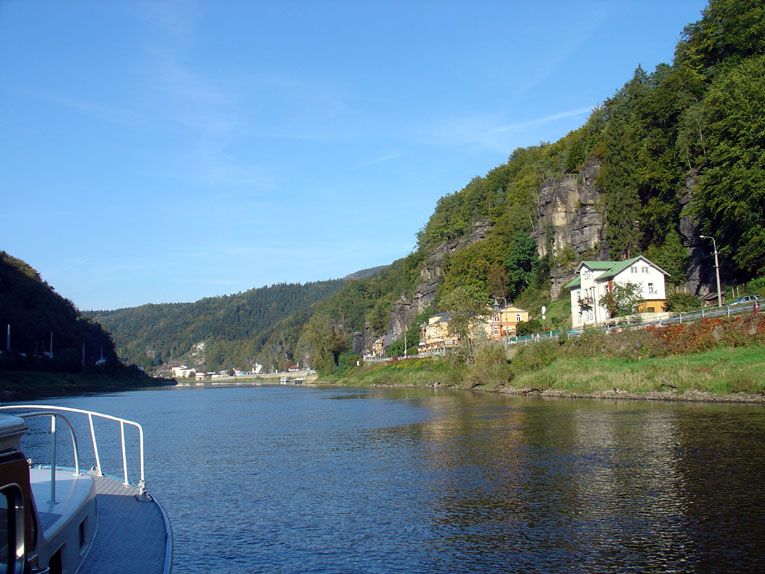
Nejnižší bod Česka